# Fiscalité dans l'Égypte antique
Du IIIe millénaire avant notre ère jusqu’à l’époque lagide, la fiscalité dans l'Égypte antique est un domaine scientifique peu exploré.

## Histoire

### À l'époque Lagide
Les Ptolémées ont vite compris tout l'intérêt qu'ils pouvaient tirer de l'héritage pharaonique dans le domaine des institutions et en particulier dans celui du système fiscal qu'ils ont en partie adopté à leur profit. En partie seulement, car, en ce qui concerne les impôts, les Lagides ont beaucoup innové, s'inspirant parfois aussi des précédents athéniens en la matière. Il en résulte un système extrêmement développé et complexe, non seulement en raison de son aspect multiforme, mais aussi par les constantes modifications, que la documentation nous laisse seulement entrevoir.
Appliqué d'abord à Athènes au IVe siècle avant notre ère, le système de l'affermage fut adapté aux conditions locales par les Lagides, qui confièrent aux économes, responsables financiers des revenus royaux à l'échelle du nome, la bonne marche de la procédure. Celle-ci se déroulait de la manière suivante : choisis par l'économe parmi les candidats les plus offrants, les fermiers, des Grecs, des Égyptiens ou des Juifs —parfois appelés telônai comme à Athènes— s'engageaient à fournir au Trésor royal une somme convenue à l'avance et s'occupaient ensuite de percevoir l'impôt pour lequel ils s'étaient engagés. Lorsque les sommes perçues dépassaient le montant fixé, ils gardaient pour eux la différence. Cet appât permettait de trouver des volontaires, mais ceux-ci étaient peu nombreux car ils risquaient, les mauvaises années, de voir leur propre richesse immobilière, placée en gage, saisie par les services royaux.
En plus de l'affermage, il existait un grand nombre d'impôts qui touchaient tous les domaines, à commencer par le travail sous toutes ses formes. Pour pouvoir exercer certains métiers, il fallait s'acquitter du cheironasion, et les vignerons devaient reverser un sixième du produit de leurs terres. Un certain nombre de taxes avaient des buts précis, comme le chômatikon, pour l'entretien des digues, le phylakititon pour la police, l'iatrikon qui servait à rétribuer les médecins publics. La moindre frontière, même entre deux nomes, était l'occasion de prélèvements supplémentaires.
Des recensements étaient effectués et servaient de base à d'autres impôts comme la haliké, taxe sur le sel, que tous devaient payer à l'exception des enfants. Les sujets des souverains lagides devaient en outre des corvées aux services centraux.